# ジャン・バティスト・レジス
ジャン・バティスト・レジス（Jean-Baptiste Régis、1663年2月2日 - 1738年11月24日）は、フランスのイエズス会宣教師である。中国語名は雷孝思。

## 経歴・人物
1679年に16歳でイエズス会士となり、1698年に清朝に渡る。以後同地で数学や天文学等を学び、その知識によって北京で当時皇帝だった康熙帝に仕えた。その後は当時清朝に滞在した同じフランス人宣教師だったドミニク・パルナン（巴多明）から実測地図の作成決定により、ジョアシャン・ブーヴェらと共に測量地図の作成にあたった。
レジスが作成した測量範囲は1706年から1715年までにモンゴルから現在の黒竜江省といった満洲、山東省、河北省、河南省、江蘇省、安徽省、浙江省、福建省、雲南省といった中国の広範囲に及び台湾でも測量に携わる。後にこの地図は康熙帝に献上され『皇輿全覧図』と呼ばれ、レジスは同地図で作成に関与した人物の中で最大の範囲の測量に携わった人物だった。また語学もよくし、『易経』のラテン語翻訳にも携わり北京で死去した。